# Bahnstrecke Rosdilna–Iași
| Dnisterbrücke in Bender |               |                                                              |                                                              |
| Spurweite: | 1520/1435 mm  |                                                              |                                                              |
| Stromsystem: | 25 kV 50 Hz ~ |                                                              |                                                              |
| |               |                                                              |                                                              |
| \| \| \| von Odessa \| \| \| \| 0 \| Rosdilna I (Роздільна I) \| Rosdilna I (Роздільна I) \| \| \| \| nach Chmelnyzkyj \| \| \| \| 1 \| 1437 KM \| 1437 KM \| \| \| 12,5 \| Kutschurhan (Кучурган) \| Kutschurhan (Кучурган) \| \| \| \| \| \| \| \| \| Ukraine / Moldau ( Transnistrien) mit Grenzfluss Kutschurhan \| \| \| \| \| \| \| \| \| \| Liwada (Ливада) \| \| \| \| \| Dnestrovsc (Днестровск/Dnestrowsk) \| \| \| \| \| Hlinaia (Глиное/Glinoje) \| \| \| \| \| Novosavițcaia (Новосавицкая/Nowosawizkaja) \| \| \| \| \| Tiraspol (Тирасполь) \| \| \| \| \| Parcani (Парканы/Parkany) \| \| \| \| \| Dnister \| \| \| \| \| \| \| \| \| \| Bendery-1 (Бендеры/Bendery) \| \| \| \| \| Transnistrien/Republik Moldau \| \| \| \| \| nach Galați (Calea Ferată din Moldova) \| \| \| \| \| Bendery-2 (Бендеры/Bendery) \| \| \| \| \| Transnistrien / Moldau \| \| \| \| \| Calfa (Калфа/Kalfa) \| \| \| \| \| Bulboaca (Бульбока/Bulboka) \| \| \| \| \| Socoleni (Соколены/Sokoleny) \| \| \| \| \| Mereni (Мерены/Mereni) \| \| \| \| \| Sîngera (Сынжера/Synschera) \| \| \| \| \| Bîc \| \| \| \| \| nach Căinari \| \| \| \| \| Revaca (Ревака/Rewaka) \| \| \| \| \| Chișinău (Кишинёв/Kischinjow) \| \| \| \| \| Bîc \| \| \| \| \| Chișinău-Visterniceni (Вистерничены/Wisternitscheny) \| \| \| \| \| Ghidighici (Гидигич/Gidigitsch) \| \| \| \| \| Romanska \| \| \| \| \| Bîc \| \| \| \| \| Străşeni (Страшены/Strascheny) \| \| \| \| \| Pănășești (Панашешты/Panascheschty) \| \| \| \| \| Bucovăţ \| \| \| \| \| Bucovăţ (Быковец/Bykowez) \| \| \| \| \| Călăraşi (Калараш/Kalarasch) \| \| \| \| \| Sipoteni (Сипотены/Sipoteny) \| \| \| \| \| Bahmut (Бахмут/Bachmut) \| \| \| \| \| Cornești (Корнешты/Korneschty) \| \| \| \| \| Bumbăta (Бумбэта/Bumbjeta) \| \| \| \| \| Pîrliţa (Пырлица/Pyrliza) \| \| \| \| \| Nicolaevca (Николаевка/Nikolajewka) \| \| \| \| \| Unțești (Унцешты/Unzeschty) \| \| \| \| \| von Bălți und Ocniţa \| \| \| \| \| Ungheni (Унгень/Ungen) \| \| \| \| \| Moldau / Rumänien mit Grenzfluss Pruth \| \| \| \| \| Ungheni-Prut \| \| \| \| \| Jijia \| \| \| \| \| Cristești \| \| \| \| \| Holboca \| \| \| \| \| Bahlui \| \| \| \| \| Remiza T. Socola \| \| \| \| \| Iași Socola \| \| \| \| \| nach Buhăiești \| \| \| \| \| Iași Nicolina \| \| \| \| \| (nach Pașcani) \| \| |               |                                                              |                                                              |
| Strecke |               | von Odessa                                                   | von Odessa                                                   |
| Bahnhof | 0             | Rosdilna I (Роздільна I)                                     | Rosdilna I (Роздільна I)                                     |
| Abzweig geradeaus, nach rechts und von rechts |               | nach Chmelnyzkyj                                             | nach Chmelnyzkyj                                             |
| Haltepunkt / Haltestelle | 1             | 1437 KM                                                      | 1437 KM                                                      |
| Bahnhof | 12,5          | Kutschurhan (Кучурган)                                       | Kutschurhan (Кучурган)                                       |
| Abzweig geradeaus und nach links · Strecke von rechts |               |                                                              |                                                              |
| Grenze auf Brücke über Wasserlauf · Grenze auf Brücke über Wasserlauf |               | Ukraine / Moldau ( Transnistrien) mit Grenzfluss Kutschurhan | Ukraine / Moldau ( Transnistrien) mit Grenzfluss Kutschurhan |
| Abzweig geradeaus und von links · Abzweig geradeaus und von rechts |               |                                                              |                                                              |
| Strecke · Dienststation / Betriebs- oder Güterbahnhof |               | Liwada (Ливада)                                              | Liwada (Ливада)                                              |
| Strecke · Dienststation / Betriebs- oder Güterbahnhof |               | Dnestrovsc (Днестровск/Dnestrowsk)                           | Dnestrovsc (Днестровск/Dnestrowsk)                           |
| Strecke · Betriebs-/Güterbahnhof Streckenende |               | Hlinaia (Глиное/Glinoje)                                     | Hlinaia (Глиное/Glinoje)                                     |
| Bahnhof |               | Novosavițcaia (Новосавицкая/Nowosawizkaja)                   | Novosavițcaia (Новосавицкая/Nowosawizkaja)                   |
| Bahnhof |               | Tiraspol (Тирасполь)                                         | Tiraspol (Тирасполь)                                         |
| Haltepunkt / Haltestelle |               | Parcani (Парканы/Parkany)                                    | Parcani (Парканы/Parkany)                                    |
| Brücke über Wasserlauf |               | Dnister                                                      | Dnister                                                      |
| Abzweig geradeaus, nach links und von links · Strecke von rechts |               |                                                              |                                                              |
| Strecke · Bahnhof |               | Bendery-1 (Бендеры/Bendery)                                  | Bendery-1 (Бендеры/Bendery)                                  |
| Strecke · Grenze |               | Transnistrien/Republik Moldau                                | Transnistrien/Republik Moldau                                |
| Strecke · Strecke nach links |               | nach Galați (Calea Ferată din Moldova)                       | nach Galați (Calea Ferată din Moldova)                       |
| Bahnhof |               | Bendery-2 (Бендеры/Bendery)                                  | Bendery-2 (Бендеры/Bendery)                                  |
| Grenze |               | Transnistrien / Moldau                                       | Transnistrien / Moldau                                       |
| ehemaliger Haltepunkt / Haltestelle |               | Calfa (Калфа/Kalfa)                                          | Calfa (Калфа/Kalfa)                                          |
| Bahnhof |               | Bulboaca (Бульбока/Bulboka)                                  | Bulboaca (Бульбока/Bulboka)                                  |
| Haltepunkt / Haltestelle |               | Socoleni (Соколены/Sokoleny)                                 | Socoleni (Соколены/Sokoleny)                                 |
| Haltepunkt / Haltestelle |               | Mereni (Мерены/Mereni)                                       | Mereni (Мерены/Mereni)                                       |
| Haltepunkt / Haltestelle |               | Sîngera (Сынжера/Synschera)                                  | Sîngera (Сынжера/Synschera)                                  |
| Brücke über Wasserlauf |               | Bîc                                                          | Bîc                                                          |
| Abzweig geradeaus und von links |               | nach Căinari                                                 | nach Căinari                                                 |
| Bahnhof |               | Revaca (Ревака/Rewaka)                                       | Revaca (Ревака/Rewaka)                                       |
| Bahnhof |               | Chișinău (Кишинёв/Kischinjow)                                | Chișinău (Кишинёв/Kischinjow)                                |
| Brücke über Wasserlauf |               | Bîc                                                          | Bîc                                                          |
| Bahnhof |               | Chișinău-Visterniceni (Вистерничены/Wisternitscheny)         | Chișinău-Visterniceni (Вистерничены/Wisternitscheny)         |
| Bahnhof |               | Ghidighici (Гидигич/Gidigitsch)                              | Ghidighici (Гидигич/Gidigitsch)                              |
| ehemaliger Haltepunkt / Haltestelle |               | Romanska                                                     | Romanska                                                     |
| Brücke über Wasserlauf |               | Bîc                                                          | Bîc                                                          |
| Bahnhof |               | Străşeni (Страшены/Strascheny)                               | Străşeni (Страшены/Strascheny)                               |
| Haltepunkt / Haltestelle |               | Pănășești (Панашешты/Panascheschty)                          | Pănășești (Панашешты/Panascheschty)                          |
| Brücke über Wasserlauf |               | Bucovăţ                                                      | Bucovăţ                                                      |
| Bahnhof |               | Bucovăţ (Быковец/Bykowez)                                    | Bucovăţ (Быковец/Bykowez)                                    |
| Bahnhof |               | Călăraşi (Калараш/Kalarasch)                                 | Călăraşi (Калараш/Kalarasch)                                 |
| Haltepunkt / Haltestelle |               | Sipoteni (Сипотены/Sipoteny)                                 | Sipoteni (Сипотены/Sipoteny)                                 |
| Bahnhof |               | Bahmut (Бахмут/Bachmut)                                      | Bahmut (Бахмут/Bachmut)                                      |
| Bahnhof |               | Cornești (Корнешты/Korneschty)                               | Cornești (Корнешты/Korneschty)                               |
| Haltepunkt / Haltestelle |               | Bumbăta (Бумбэта/Bumbjeta)                                   | Bumbăta (Бумбэта/Bumbjeta)                                   |
| Bahnhof |               | Pîrliţa (Пырлица/Pyrliza)                                    | Pîrliţa (Пырлица/Pyrliza)                                    |
| Haltepunkt / Haltestelle |               | Nicolaevca (Николаевка/Nikolajewka)                          | Nicolaevca (Николаевка/Nikolajewka)                          |
| Haltepunkt / Haltestelle |               | Unțești (Унцешты/Unzeschty)                                  | Unțești (Унцешты/Unzeschty)                                  |
| Abzweig geradeaus, nach rechts und von rechts |               | von Bălți und Ocniţa                                         | von Bălți und Ocniţa                                         |
| Bahnhof |               | Ungheni (Унгень/Ungen)                                       | Ungheni (Унгень/Ungen)                                       |
| Grenze auf Brücke über Wasserlauf |               | Moldau / Rumänien mit Grenzfluss Pruth                       | Moldau / Rumänien mit Grenzfluss Pruth                       |
| ehemaliger Haltepunkt / Haltestelle |               | Ungheni-Prut                                                 | Ungheni-Prut                                                 |
| Brücke über Wasserlauf |               | Jijia                                                        | Jijia                                                        |
| Bahnhof |               | Cristești                                                    | Cristești                                                    |
| Bahnhof |               | Holboca                                                      | Holboca                                                      |
| Brücke über Wasserlauf |               | Bahlui                                                       | Bahlui                                                       |
| Bahnhof |               | Remiza T. Socola                                             | Remiza T. Socola                                             |
| Bahnhof |               | Iași Socola                                                  | Iași Socola                                                  |
| Abzweig geradeaus, nach links und von links |               | nach Buhăiești                                               | nach Buhăiești                                               |
| Bahnhof |               | Iași Nicolina                                                | Iași Nicolina                                                |
| Strecke |               | (nach Pașcani)                                               | (nach Pașcani)                                               |

Die Bahnstrecke Rosdilna–Iași ist eine Hauptbahn in der Ukraine, Transnistrien, der Republik Moldau und Rumänien. Sie verläuft von Rosdilna in der Ukraine über Tiraspol und Bender in Transnistrien und weiter über Chișinău, Cornești und Ungheni in Moldau nach Iași in Rumänien. Die eingleisige Strecke ist in Breitspur (1520 mm) ausgeführt, zwischen Ungheni und Iași bestehen zum Anschluss an das rumänische Netz die Gleise in Normalspur (1435 mm).  Der Betrieb von Rosdilna nach Kutschurhan wird durch die Ukrainischen Bahnen, im Speziellen die Odeska Salisnyzja geführt, die anschließende Strecke betreibt seit 2004 die Transnistrische Eisenbahngesellschaft, ab Bender werden die Züge durch die Moldauische Eisenbahn bis zur Grenze nach Ungheni betrieben, von dort übernehmen die Rumänischen Eisenbahnen den Betrieb.

## Geschichte
Die Strecke wurde in Etappen zwischen 1865 und 1875 eröffnet, um eine Anbindung von Chișinău und Ungheni in Bessarabien und weiter nach Iași in Rumänien von der bereits 1865 komplett eröffneten Strecke zwischen Balta und Odessa zu gewährleisten. 1865 wurde bereits die Strecke zwischen Rosdilna und Kutschurhan eröffnet, 1867 folgte die Erweiterung nach Tiraspol, 1871 die Verlängerung nach Chișinău über Bender, 1873 das Teilstück zwischen Chișinău und Cornești, 1874 die Fertigstellung der grenzüberschreitenden Strecke zwischen Ungheni und Iași und 1875 schließlich das letzte Stück zwischen Cornești und Ungheni. Ein Großteil der Strecke kam nach dem Ende des Ersten Weltkrieges zu Rumänien, die Rumänischen Staatsbahnen übernahmen den Betrieb und spurten zwischen 1921 und 1923 die Strecke bis zur Grenze zur Sowjetunion auf Normalspur (1435 mm) um. Nach der Besetzung durch die Sowjetunion 1940 wurden die Strecken wieder auf Breitspur verbreitert, nach der rumänischen Rückeroberung Transnistriens 1941 wieder auf Normalspur umgebaut, um dann schließlich nach dem endgültigen Verbleib bei der Sowjetunion 1945 in Breitspur bis zur Grenzstation Ungheni ausgebaut zu werden. 1991 sollte die Strecke zwischen Rosdilna und Chișinău ausgebaut und elektrifiziert werden, die Errichtung der Oberleitungsmasten wurde bis zur Haltestelle Calfa fertiggestellt. Der Transnistrien-Konflikt und die Auflösung der Sowjetunion verhinderten aber eine Inbetriebnahme, so dass auf der Strecke heute nur noch bis Kutschurhan elektrischer Betrieb und in weiterer Folge nur noch Dieselbetrieb möglich ist. Die Zweigstrecke nach Hlinaia ist seit dem 6. November 2008 durch den Bau einer neuen 1,5 Kilometer langen Verbindungsstrecke auch von transnistrischer Seite befahrbar, vorher war nur eine Zufahrt von ukrainischer Seite über den Grenzbahnhof Kutschurhan möglich. Nach dem Ende des Transnistrien-Konfliktes 1992 war der Zugverkehr eingestellt, danach gab es auch wieder direkte Verbindungen von Chișinău nach Schmerynka (weiter nach Moskau) und Odessa. Diese sind aber seit dem 6. März 2006 eingestellt, so dass es kurzzeitig nur noch Güterverkehr auf transnistrischer und ukrainischer Seite gab, mittlerweile verkehren diese Fernzüge aber wieder über diese Strecke. An der Grenze zu Rumänien werden die Wagen in Ungheni auf die Normalspur (1435 mm) umgespurt und fahren dann weiter in dieser Spur nach Iași.

## Galerie

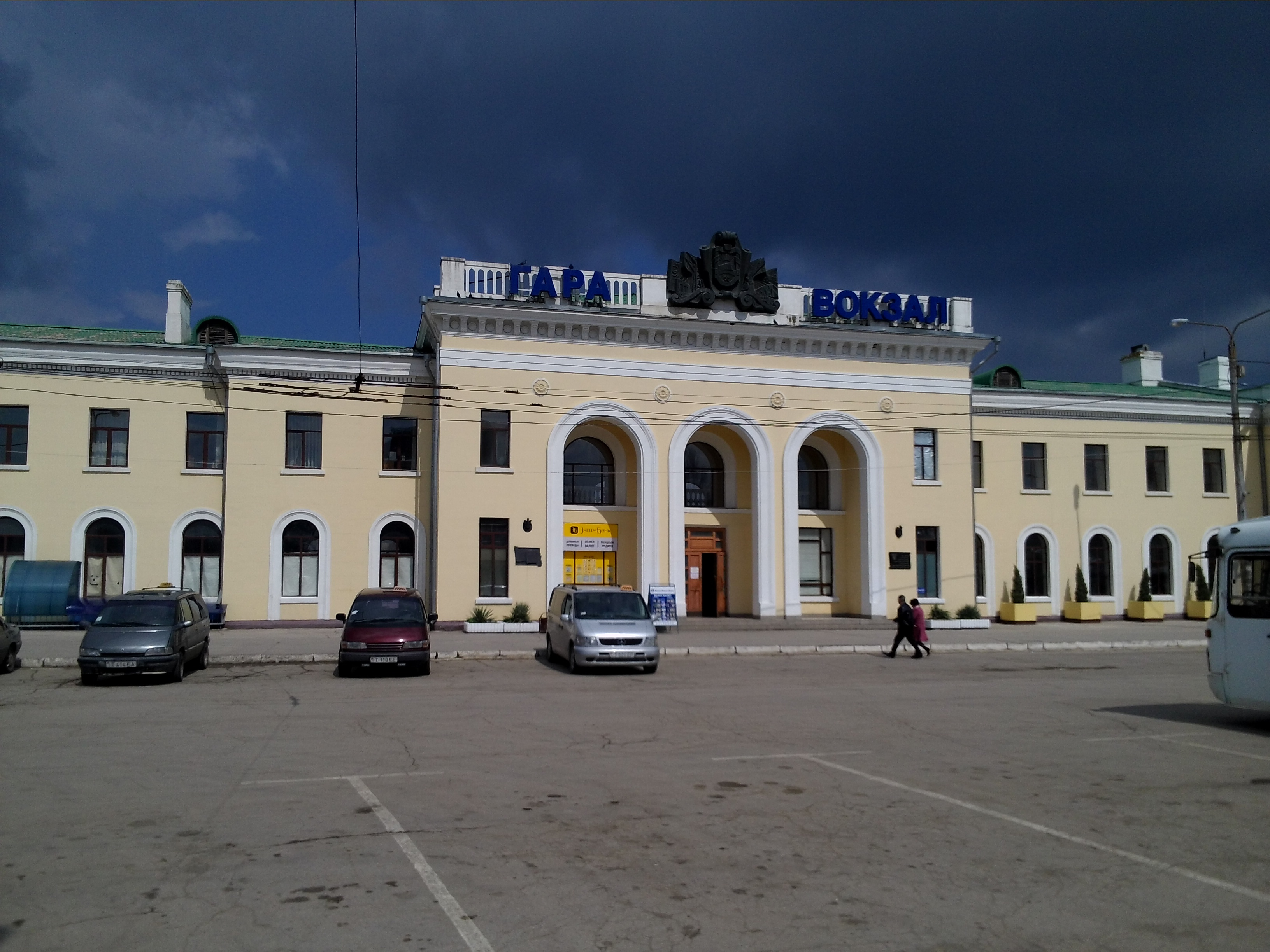
Bahnhof in Tiraspol
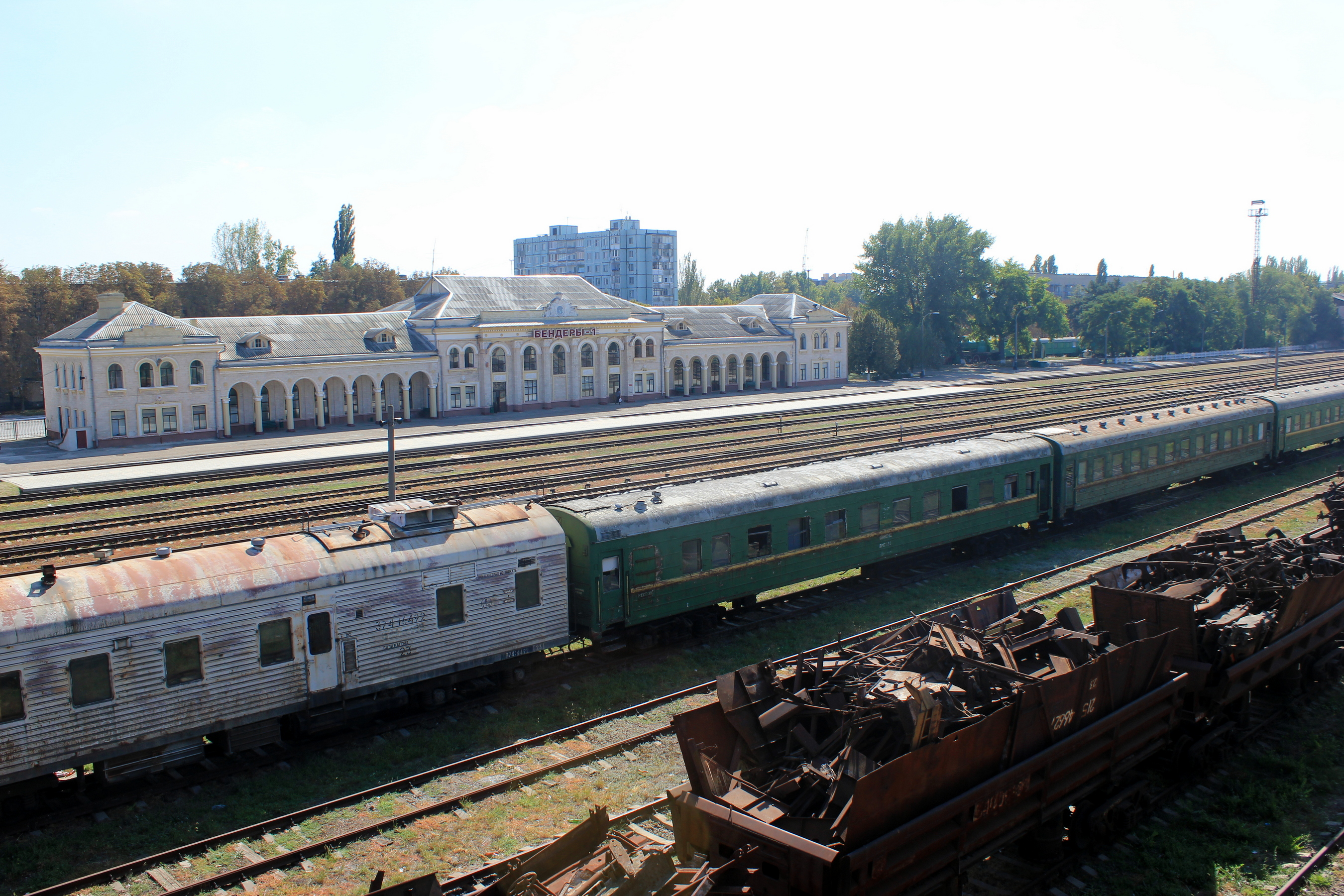
Bahnhof in Bender
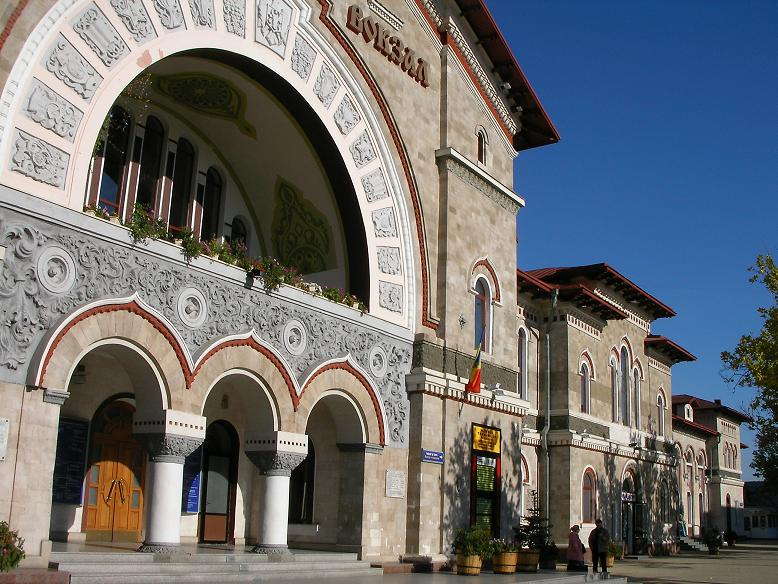
Bahnhofseingang in Chișinău
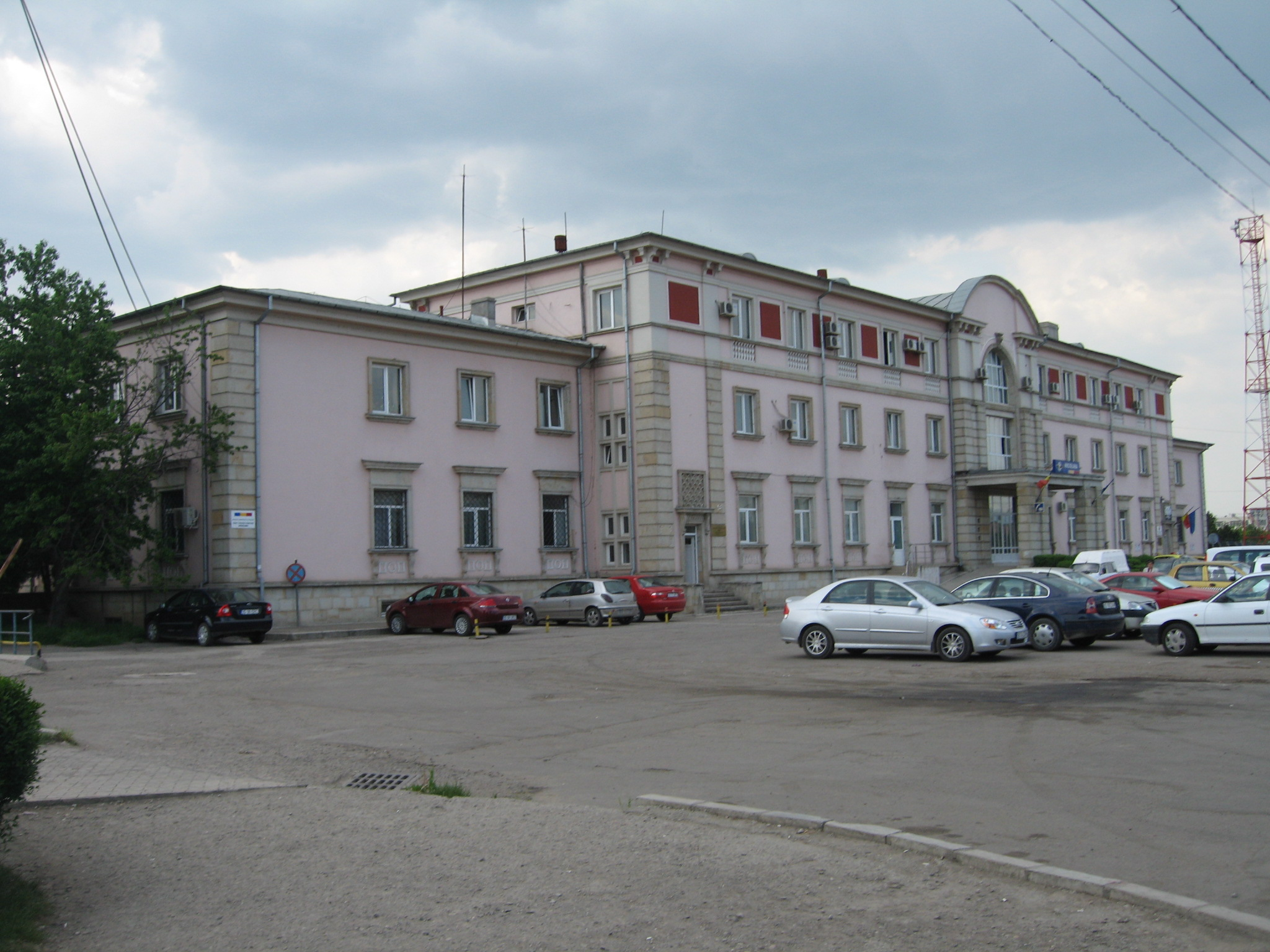
Internationaler Bahnhof in Iași-Nicolina